# ザ・プロム
『ザ・プロム』（The Prom）は、2020年に配信されたアメリカ合衆国のミュージカル映画。監督はライアン・マーフィー、主演はメリル・ストリープが務めた。原作は2016年に初演されたミュージカル『プロム』。2020年12月4日からアメリカと日本で先行劇場公開された後、同年12月11日に動画配信サイト・Netflixにて配信開始された。

## ストーリー
ベテラン舞台俳優のディーディーとバリーは往年の人気を取り戻すべく大作ミュージカルで勝負に出たが、批評家からコテンパンに酷評され、俳優生命の危機に陥っていた。2人が起死回生の秘策を考えあぐねていると、インディアナ州に住む1人の高校生・エマに関する話が耳に入ってくる。エマは同性のパートナーであるアリッサとプロムに参加しようとしたが、保守的な土地柄もあり、PTA会長のミセス・グリーンたちから猛反対を受けて参加を禁じられたという。ディーディーとバリーは「エマを助ければ自分たちのイメージも好転するに違いない」と考え、同じく売名を目論んでいた後進の俳優・アンジーとトレントと共にエマが暮らす街へ向かう。
意気揚々とエマの高校に乗り込んだ4人はイメージアップのために人権運動に邁進するが、関係者の思いや実情を無視した言動は顰蹙を買うばかり。しかし、「ただアリッサとプロムで踊りたい」というエマのひたむきな願いや学校関係者たちの内実に触れるうちに、4人は「理不尽に直面したエマを助けたい」と心の底から思うようになる。やがて、その真摯な思いがある奇跡を生み出すことに。

## キャスト
※括弧内は日本語吹替
- ディーディー・アレン: メリル・ストリープ（高島雅羅）
- バリー・グリックマン: ジェームズ・コーデン（かぬか光明）
- アンジー・ディッキンソン: ニコール・キッドマン（田中敦子）
- トム・ホーキンス: キーガン＝マイケル・キー（山野井仁）
- トレント・オリヴァー: アンドリュー・ラネルズ（中務貴幸）
- エマ・ノーラン: ジョー・エレン・ペルマン（英語版）（清水理沙）
- アリッサ・グリーン: アリアナ・デボーズ（弘松芹香）
- ミセス・グリーン: ケリー・ワシントン（皆川純子）
- ヴェラ・グリックマン: トレイシー・ウルマン
- シェルドン・サパースタイン: ケヴィン・チャンバーリン
- エマの祖母: メアリー・ケイ・プレイス
- ケイリー: ローガン・ライリー・ハッセル（小清水亜美）
- シェルビー: ソフィア・デラー
- ニック: ニコ・グリーサム
- ケヴィン: ナサニエル・J・ポトヴィン（英語版）

## 製作
2019年4月、『glee/グリー』や『POSE/ポーズ』などを手掛けたライアン・マーフィーがブロードウェイ・ミュージカル『プロム』を映画化すると発表した。同年6月25日、メリル・ストリープ、ジェームズ・コーデン、ニコール・キッドマン、アンドリュー・ラネルズ、キーガン＝マイケル・キー、オークワフィナ、アリアナ・グランデが本作に出演することになったと報じられたが、オークワフィナとグランデはスケジュールの都合で後に降板した。10月、ケリー・ワシントンの出演が決定。11月1日、グランデの代役としてアリアナ・デボーズが起用されたとの報道があった。25日、全米規模で行われたオーディションの結果、ジョー・エレン・ペルマンがエマを演じることになったと報じられた。

### 撮影・音楽
2019年12月11日、本作の主要撮影がロサンゼルスで始まった。ところが、2020年3月12日、新型コロナウイルス感染拡大の影響で撮影の中止を余儀なくされた。なお、この時点で、ストリープら主要キャストの出演シーンは全て撮了していたという。同年7月23日、本作の撮影が再開された。
10月29日、劇中歌『Tonight Belongs to You』がシングルカットされた。12月4日、ソニー・マスターワークスが本作のサウンドトラックを発売した。

## 公開・マーケティング
2020年10月7日、本作の劇中写真が初めて公開された。22日、本作のティーザー・トレイラーが公開された。同年11月26日、本作のオフィシャル・トレイラーが公開。

## 評価
本作は批評家から好意的に評価されている。映画批評集積サイトのRotten Tomatoesには104件のレビューがあり、批評家支持率は63%、平均点は10点満点で6.1点となっている。サイト側による批評家の見解の要約は「『ザ・プロム』における歌唱とダンスはキレッキレである。全編を通して煌びやかさ、華やかさ、陽気さに満ちているが、それに顔をしかめる観客もいるかもしれない。」となっている。また、Metacriticには28件のレビューがあり、加重平均値は56/100となっている。